# Kalmarsundslotsbåt

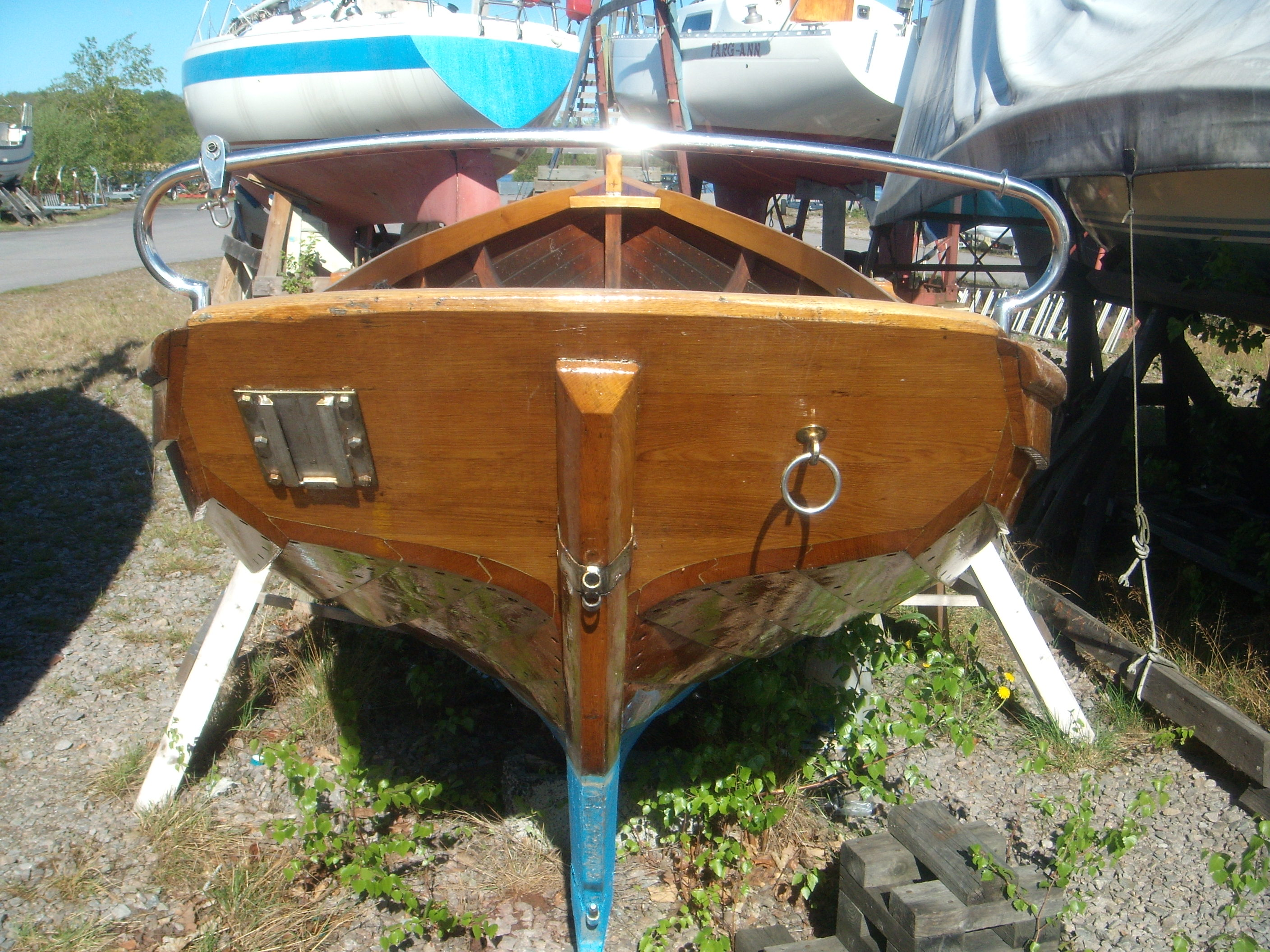
Aktespegel på en kalmarsundslotsbåt.

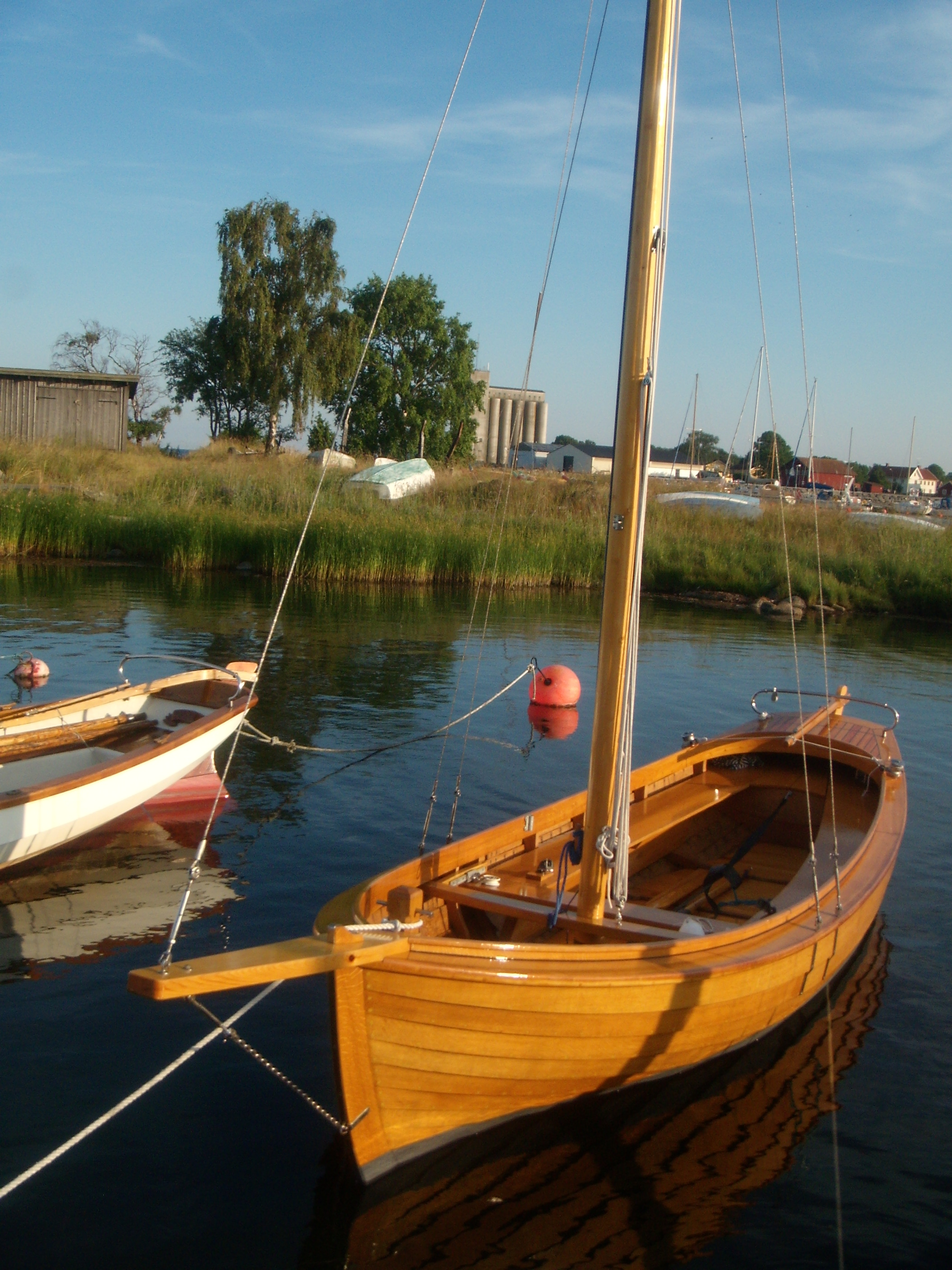
En kalmarsundslotsbåt i vattnet.

En kalmarsundslotsbåt  är en klinkbyggd smäcker båt som inte har någon liknande förebild utmed Sveriges kuster. Lokalt kring Kalmarsund kallas båttypen bara för lotsbåt eftersom det var lotsar i Kalmarsund som först tog dessa båtar i bruk i större utsträckning. Nu finns det 25-30 stycken i Sverige.
Den på England seglande timmermannen Per August Nilsson, vanligen kallad Pelle Fräsare, som bodde vid Ekenäs söder om Kalmar, började bygga dessa välseglande båtar omkring 1910. De blev snabbt populära hos de lokala lotsarna utmed Kalmarsund och han byggde troligen 35 av de 40 lotsbåtarna som fanns i Kalmarsund.
Lotsbåten har en längd av 6,2m x 1,95 och byggdes helt i ek med sågade, vuxna spant. Lotsbåten har en mer rak stäv och en liten akterspegel än vad som var vanligt vid byggande av mindre båtar, vidare finns skarndäck med en låg sarg. Lotsbåten framdrevs med sprisegel samt åror. Ett annat drag är att borden över vattenlinjen läggs på varandra nästan utåt.
Den förste båtbyggaren var Krus-Nisse som tog hem lotsbåtens form från viken vid West Hartlepool i England, där man hade samma krabba sjö som finns i Kalmarsund. Han byggde sin första båt i ask på ek i slutet av 1800-talet vilken för ett femtontal år sedan fanns i ett skjul tillhörigt Bergkvara Båtklubb. Den andra båten tros vara den som kallas Lillskum byggd i ek på ek med längden 4,9 meter och bredden 1,6 meter. Den har använts som lotsbåt vid Drag. Här har man den smalaste delen av Kalmarsund. Lillskum har under årens lopp haft ägare både på fastlandet och Öland. Hon har vid ett par tillfällen ägts av Martin Olsson - son till siste skepparen Per Olsson på Briggen Gerda av Gävle. Lillskum var under flera år använd som kappseglingsbåt i Bergkvara innan hon såldes till Kivik. Färden fortsatte sedan till Borgholm och sommaren 2014 vidare till Långören där hon ligger nedanför Långörens lotshus, nuvarande ägare är Lukas Blivik.